# Sérgio da Rocha
Sérgio da Rocha (Dobrada, 21 ottobre 1959) è un cardinale e arcivescovo cattolico brasiliano, dall'11 marzo 2020 arcivescovo di San Salvador di Bahia.

## Biografia
Dopo gli studi secondari in filosofia e teologia, consegue la licenza in Teologia morale presso la Facoltà Teologica "Nossa Senhora da Assunção" di San Paolo del Brasile e nel 1997 ottiene il dottorato nella medesima disciplina presso l'Accademia alfonsiana con una tesi intitolata Teológia Morál e Ciências Humanas, no âmbito da Epistemologia Teológico-Moral à Luz do Ensinamento Magisterial (Teologia morale e scienze umane, nell'ambito dell'epistemologia teologico-morale alla luce dell'insegnamento magisteriale).
Sacerdote dal 14 dicembre 1984, è parroco in diverse comunità e si occupa principalmente del settore giovanile, per poi diventare professore di filosofia e teologia morale.
Il 13 giugno 2001 papa Giovanni Paolo II lo nomina vescovo titolare di Alba e ausiliare di Fortaleza, ricevendo la consacrazione episcopale il successivo 11 agosto per l'imposizione delle mani dell'arcivescovo José Antônio Aparecido Tosi Marques.
Il 31 gennaio 2007 papa Benedetto XVI lo nomina arcivescovo coadiutore dell'arcidiocesi di Teresina. Succede alla medesima sede il 3 settembre 2008.
Dopo la nomina dell'arcivescovo di Brasilia João Braz de Aviz a prefetto della Congregazione per gli istituti di vita consacrata e le società di vita apostolica, papa Ratzinger il 15 giugno 2011 lo nomina arcivescovo della capitale brasiliana.
Il 9 ottobre 2016 papa Francesco ne annuncia la creazione a cardinale nel concistoro del 19 novembre.
Lo stesso pontefice lo nomina membro della Pontificia commissione per l'America Latina (14 gennaio 2017) e relatore generale della XV assemblea generale ordinaria del sinodo dei vescovi (18 novembre 2017).
L'11 marzo 2020 papa Francesco lo nomina arcivescovo metropolita di San Salvador di Bahia e primate del Brasile; succede a Murilo Sebastião Ramos Krieger, dimessosi per raggiunti limiti di età. Il 5 giugno prende possesso dell'arcidiocesi, nella cattedrale della Trasfigurazione del Signore.
Il 21 Maggio 2021 presiede una messa per le vittime di transfobia al termine della quale una drag queen si esibisce nel canto dell'Ave Maria.
Il 7 e 8 maggio 2025 ha partecipato come cardinale elettore al conclave che ha portato all'elezione di papa Leone XIV.

## Genealogia episcopale e successione apostolica
La genealogia episcopale è:
- Cardinale Scipione Rebiba
- Cardinale Giulio Antonio Santori
- Cardinale Girolamo Bernerio, O.P.
- Arcivescovo Galeazzo Sanvitale
- Cardinale Ludovico Ludovisi
- Cardinale Luigi Caetani
- Cardinale Ulderico Carpegna
- Cardinale Paluzzo Paluzzi Altieri degli Albertoni
- Papa Benedetto XIII
- Papa Benedetto XIV
- Papa Clemente XIII
- Cardinale Bernardino Giraud
- Cardinale Alessandro Mattei
- Cardinale Pietro Francesco Galleffi
- Cardinale Giacomo Filippo Fransoni
- Cardinale Carlo Sacconi
- Cardinale Edward Henry Howard
- Cardinale Mariano Rampolla del Tindaro
- Cardinale Rafael Merry del Val
- Arcivescovo Duarte Leopoldo e Silva
- Arcivescovo Paulo de Tarso Campos
- Cardinale Agnelo Rossi
- Cardinale Lucas Moreira Neves, O.P.
- Arcivescovo José Antônio Aparecido Tosi Marques
- Cardinale Sérgio da Rocha

La successione apostolica è:
- Vescovo Valdir Mamede (2013)
- Vescovo José Aparecido Gonçalves de Almeida (2013)
- Vescovo Marcos Antônio Tavoni (2014)
- Vescovo Jeová Elias Ferreira (2020)
- Vescovo Giovanni Carlos Caldas Barroca (2020)
- Vescovo Dorival Souza Barreto Júnior (2021)
- Vescovo Valter Magno de Carvalho (2021)
- Vescovo Juraci Gomes de Oliveira (2023)